# Histoire de l'esclavage

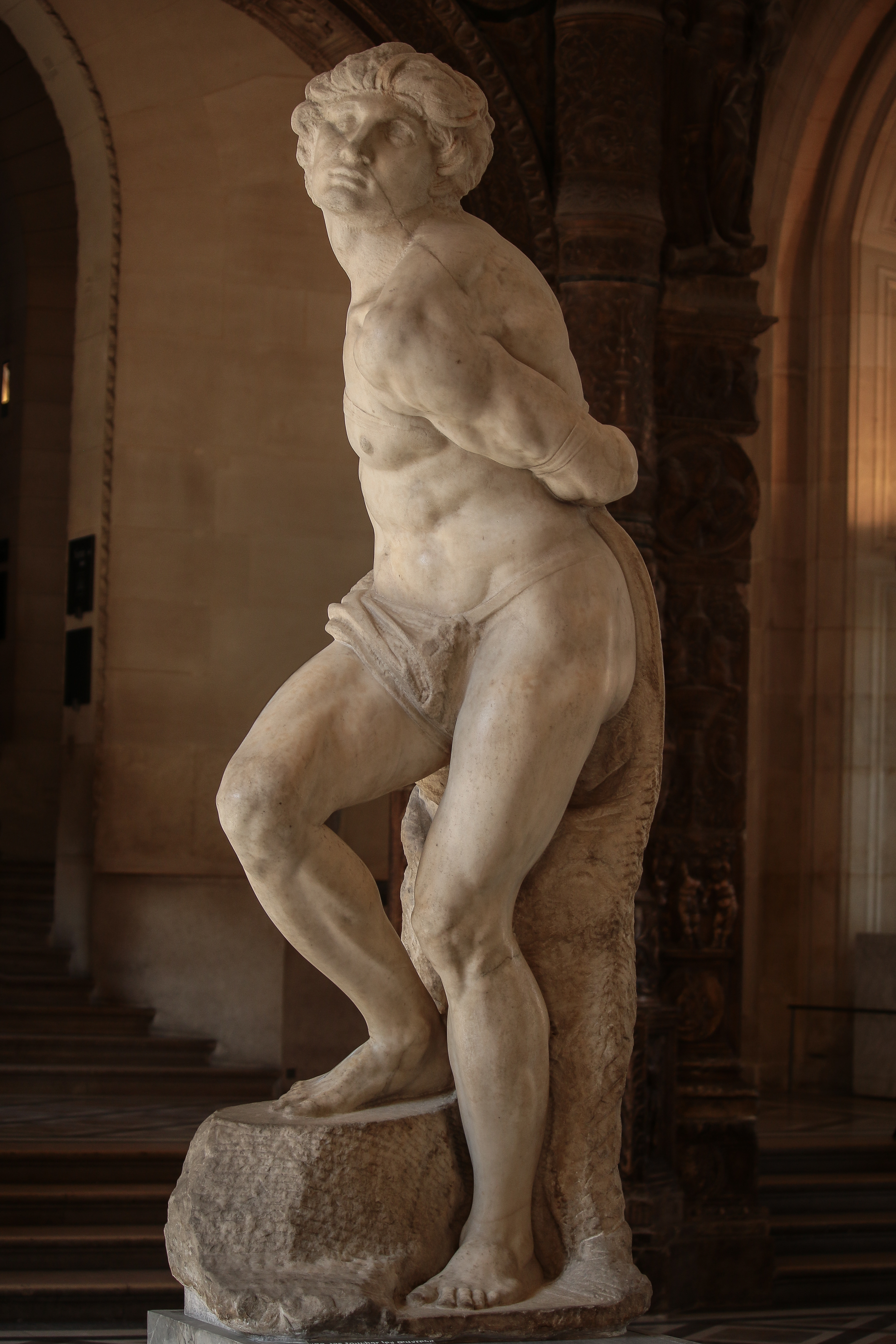
L'Esclave rebelle, Michel-Ange, XVIe siècle.

L’histoire de l'esclavage est celle des différentes formes prises par la condition sociale d'êtres humains privés par d'autres du droit de propriété sur eux-mêmes.
Les premières attestations de l'esclavage remontent au Néolithique. Puis, l'Égypte antique, la Perse, la Grèce ou la Rome antique ont précédé l'esclavage arabo-musulman, et celui des pays européens au Moyen-Âge.
En Europe, bien que l'esclavage et le servage commencent à être critiqués, voire interdits (édit de 1315), la colonisation européenne des Amériques va entraîner, à partir des XVIe et XVIIe siècles, une massification et une internationalisation de commerce d'esclave (traite négrière occidentale).
À la fin du XVIIIe siècle, à la suite des révoltes d'esclaves, notamment celle de Saint-Domingue, et des mouvements abolitionnistes, plusieurs puissances coloniales européennes commencent à interdire au minimum la traite (Danemark en 1792), voire à abolir l'esclavage entièrement (France en 1794). Puis, tandis que Napoléon rétablit l'esclavage et la traite négrière en 1802, le Royaume-Uni interdit la traite (mais pas l'esclavage) en 1807.
À la suite du congrès de Vienne (1815), sous la pression britannique, alors maîtres des océans, les grandes puissances esclavagistes européennes s'engagent à interdire la traite (mais pas l'esclavage).
En 1836, l'esclavage est finalement lui-même aboli dans l'Empire colonial anglais, en 1846 par la Tunisie ottomane, puis définitivement en France lors de la Révolution de 1848 en France. Il perdure ensuite jusqu'en 1865 aux États-Unis, occasionnant une guerre civile, et la décennie suivante à Cuba et au Brésil, mais principalement avec des esclaves nés dans le pays.
L'esclavage continue à être constaté, notamment dans plusieurs pays d'Afrique par la traite orientale, et en Inde. Le Global Slavery Index de l'ONG Walk Free Foundation estime qu'il y a 49,6 millions d'esclaves dans le Monde en 2025.
Le statut et la fonction de l'esclave ont varié selon les époques et les lieux : les sources et les justifications de l'esclavage, la position et les tâches matérielles conférées aux esclaves ainsi que les conditions de sortie de la condition d'esclave sont autant d'éléments qui confèrent sa spécificité à chaque configuration historique.

## Néolithique
Avant le Néolithique, dans les sociétés chasseur-cueilleur, Jean-Paul Demoule, préhistorien, constate qu'il n'existe aucun indice archéologique d'esclavage. Ainsi pendant la période Jōmon, société de chasseurs-cueilleurs qui a duré quelque 10 000 ans au Japon et qui nous est bien connue, aucune forme d'esclavage n'a pu être démontrée. On a aussi retrouvé la trace de divers massacres autour du monde entre chasseurs-cueilleurs, comme au Djebel Sahaba, à la frontière du Soudan et de l'Égypte, sans pouvoir établir de lien avec une pratique de l'esclavage. Plus douteux est le cas du massacre de Nataruk, au Kenya vers 8000 avant notre ère, où les morts ont été abandonnés sur place, certains les mains liées, suggérant une forme de mépris humain. Des guerres de capture étaient pratiquées un peu partout, comme chez les aborigènes d'Australie, mais il s'agissait d'attraper des femmes, qui étaient ensuite intégrées au système de parenté, sans être juridiquement considérées esclaves. Mais l'ethnologie montre que, dans les sociétés de chasseurs-cueilleurs de notre époque, l'esclavage existe : lorsque l'écosystème est favorable, et permet d'être sédentaire et de stocker des denrées. Ainsi l'esclavage s'est pratiqué chez les Tlingits et les Haïdas, peuples autochtones au Canada. Leurs sociétés pratiquaient la guerre de capture iroquoienne dans le but de faire des prisonniers, qui devenaient des esclaves ; le fait d'être prisonnier était infamant et empêchait moralement tout retour au village d'origine. -.
L’anthropologue Alain Testart, dans sa revue des données historiographiques et ethnographiques sur les tombes multiples au Néolithique, distingue plusieurs catégories dans les morts qui accompagnent le défunt : leurs épouses ou concubines, leurs serviteurs royaux, leurs compagnons de guerre, enfin les serviteurs et esclaves que l'on tuait pour suivre leur maître, ces derniers étant reconnus au fait qu'ils étaient jetés sans respect à côté d'un défunt enterré en décubitus latéral, souvent dans des fosses circulaires dispersées au sein de l'habitat.
Les nouvelles conditions humaines apparues au Néolithique ont, partout où elles se produisent, pour conséquences une forte augmentation de la population, qui déclenche une course au progrès technique, une augmentation de la violence entre communautés et une augmentation des inégalités. Toutes ces conséquences sont favorables à l'apparition et à une généralisation de l'esclavage. Pendant la culture rubanée, la plus ancienne période du néolithique en Europe, divers massacres ont lieu. Ensuite, pendant l'âge du cuivre, métal employé non pas tant pour sa valeur pratique, mais surtout pour sa valeur symbolique, sont apparues des sociétés à chefferie, moins inégalitaires que les sociétés à États, mais beaucoup plus que celles des chasseurs-cueilleurs. Les guerres se multiplient : partout apparaissent des habitats fortifiés. L'inégalité sociale est manifeste dans les sépultures : l'apparition du mégalithe en Europe occidentale n'en montre que l'aspect le plus évident. Dans les Balkans, toute une gradation des inégalités sociales se constate, depuis les tombes qui n'ont rien à celles où l'or s’amoncelle. Les inégalités se retrouvent également dans la position des défunts : certains y sont placés en leur redonnant la position du fœtus, mais d'autres ont été seulement jetés en désordre dans des fosses. Apparaît au Chasséen et dans la culture de Michelsberg le mort d'accompagnement, qui confirme que certaines personnes sont contraintes à d'autres dans leur propre vie. -.
Les morts d'accompagnement ne sont pas systématiquement un indicateur d'esclavage. César relève que, chez les Gaulois, il est honteux pour un guerrier de ne pas suivre son chef dans sa dernière demeure. Cet engagement est aussi décrit à propos des Germains par Tacite : il emploie le terme de comitatus pour dénommer ces escortes dont les membres doivent une fidélité complète au chef. Mais lorsque ces "accompagnants" sont jetés sans égards dans la sépulture, un statut très inférieur au défunt "principal" est probable. Il est souvent difficile de comprendre la présence des femmes défuntes. La tombe dite de la veuve à la nécropole de Ponte San Pietro, datant de la culture de Rinaldone, aujourd'hui en Italie, recueille un homme richement doté et accompagné d'une femme au crâne fracassé, dont on suppose qu'il s'agit de la veuve et non d'une esclave, sans autre certitude. Elle gît à côté de lui. Cela ressemble à la coutume autour de Sati (hindouisme). Le traitement réservé aux femmes n'est pas toujours éloigné de celui des esclaves. Mais les femmes enlevées, mariées ou assassinées de force n'en sont pas moins intégrées au système de parenté, ce qui les distingue en théorie du statut d'esclave.
Marx et Engels se sont intéressés aux débuts de l'anthropologie. Ils reprennent ici les travaux de Lewis Henry Morgan, qui fait diverses hypothèses au sujet des débuts de l'esclavage, et son absence supposée chez les Iroquois — ce en quoi Marx et Engels se trompaient, voir Économie des Iroquois — :

« Pour le barbare du stade inférieur, l'esclave était sans valeur. Aussi les Indiens américains procédaient-ils avec leurs ennemis vaincus tout autrement qu'on ne fit à un stade supérieur. On tuait les hommes, ou bien on les adoptait comme frères dans la tribu des vainqueurs ; on épousait les femmes, ou bien on les adoptait, elles aussi, avec leurs enfants survivants. À ce stade, la force de travail humaine ne fournit pas encore d'excédent appréciable sur ses frais d'entretien. Il en fut tout autrement avec l'introduction de l'élevage, du travail des métaux, du tissage et, enfin, de l'agriculture. Les femmes, qu'il était si facile autrefois de se procurer, avaient pris une valeur d'échange et étaient achetées ; il en fut de même des forces de travail, surtout à partir du moment où les troupeaux devinrent définitivement propriété familiale. La famille ne se multipliait pas aussi vite que le bétail. On avait besoin d'un plus grand nombre de gens pour surveiller les troupeaux ; on pouvait utiliser à cette fin le prisonnier de guerre ennemi qui, de surcroît, pouvait faire souche tout comme le bétail lui-même. »

— Friedrich Engels, L'Origine de la famille, de la propriété privée et de l'État 

## Antiquité

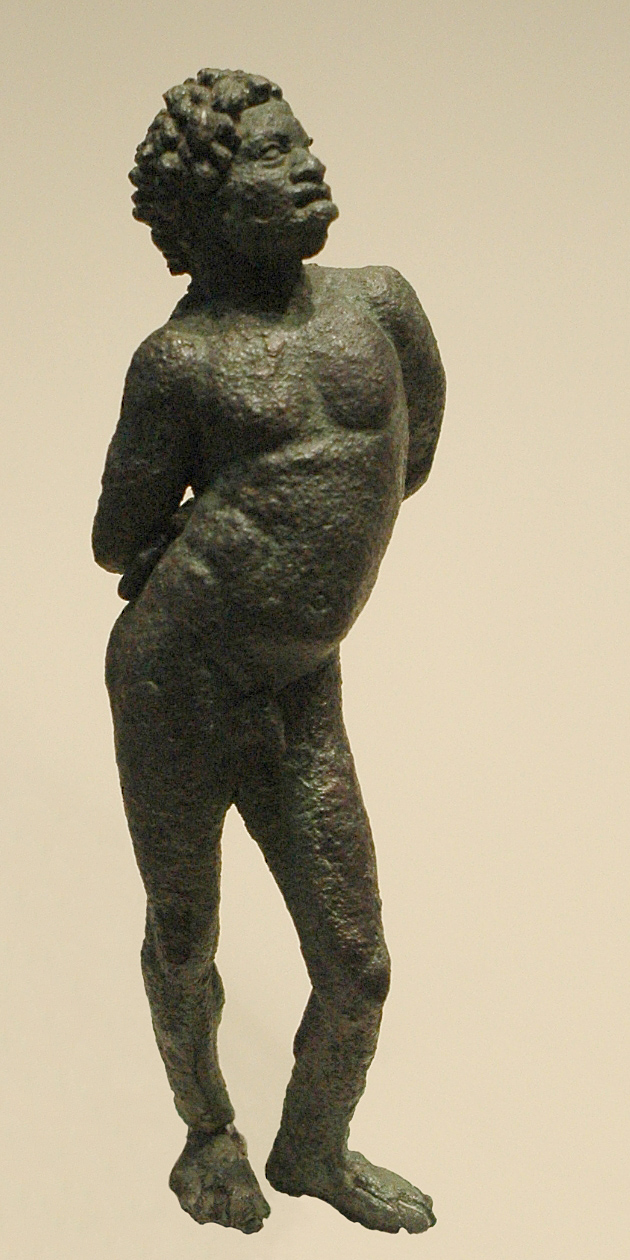
Esclave noir, Égypte Ptolémaïque, IIe /

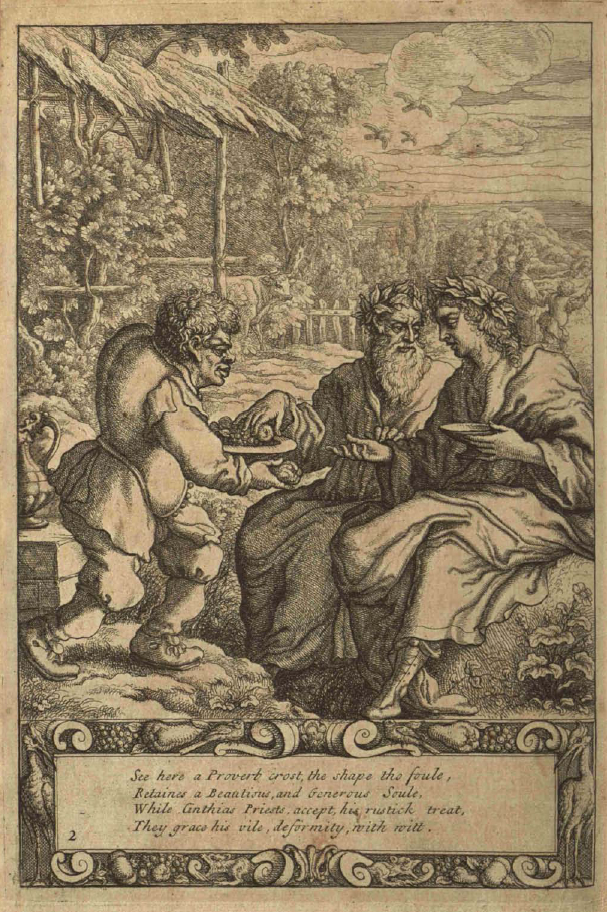
L'esclave Ésope au service de deux prêtres, par F. Barlow, 1687

L'esclavage existe à l'époque antique, il est mentionné dans les toutes premières traces écrites, comme le Code de Hammurabi et d'autres écrits analysés comme des transcriptions d'histoires orales. Les critères de propriété liés à l’esclavage impliquent un certain niveau d’organisation des sociétés, ce qui rend incertaine l’existence de l’esclavage pour les temps préhistoriques. Les preuves sûres de l’existence de l’esclavage commencent avec les sociétés historiques possédant l’écriture, et peuvent être extrapolées, avec prudence, pour les civilisations protohistoriques qui les précèdent. Les déductions uniquement basées sur l’ampleur impressionnante de certains vestiges (pyramides, monuments, digues, etc.) restent conjecturales.
Pour Aristote, au point de départ, il y a la nature (φύσις) qui crée d’une part des êtres que leur intelligence destine à commander, d’autre part des êtres que leur seule force corporelle voue à l’obéissance ; en corollaire : tous deux, commandants et commandés, ont même intérêt.
Ainsi, l'esclavage est la réduction d'une personne à un état de privation de toute liberté, celle-ci allant de libertés sociales aux libertés les plus fondamentales. L'esclave est exclu de certaines sphères de la société tout en étant dans les sociétés esclavagistes un élément moteur, et constituant même parfois la majorité de la population.
L'ile de Chios a été le principal territoire de développement d'une société esclavagiste pendant l'antiquité. Aux alentours du 6e siècle avant notre ère, ses élites ont innové, développé et maîtrisé trois axes pour contraindre les esclaves : un niveau de violence contre eux nettement supérieur à ce qui se pratiquait jusqu'alors ; l'apparition de l'esclave-marchandise : une esclave pouvait s'acheter et se vendre entre maîtres ; la maîtrise de l'approvisionnement en esclaves, avec le contrôle des premières routes de traites. -.
Les esclaves antiques n'étaient toutefois pas seulement une force de travail, et il existait même des esclaves enseignants ou philosophes : Alexis de Tocqueville rappelle que « chez les anciens, l'esclave appartenait à la même race que son maître, et souvent il lui était supérieur en éducation et en lumières ». Il donne l'exemple de certains artistes de l'Antiquité, comme le fabuliste grec Ésope (VIe siècle av. J.-C.), qui étaient des esclaves affranchis. Le grand dramaturge latin Térence (-184,-159) était esclave, ce qui étonne Diderot. Le philosophe grec Épictète (50, vers 130) était également esclave.

## L'esclavage du monde arabe
D’après les études de Ralph Austin rapportées par l’anthropologue et économiste sénégalais Tidiane N'Diaye, dans son livre Le Génocide voilé (2008), « rien que pour le Sahara, plus de 9 millions de captifs africains ont été transportés dans des conditions inhumaines dont 2 millions ont péri ou sont restés en bordure du désert. Quant à la traite orientale qui se déroulait dans les régions proches de l’océan Indien et de la mer Rouge, on évalue à plus de 8 millions le nombre de victimes. On arrive ainsi à une évaluation proche des 17 millions de morts ou de déportés dont la plupart étaient des survivants castrés par les Arabes. » Il ajoute : « Pour avoir une idée du mal, il faut savoir que les observateurs avaient constaté que pour chasser et enlever de force cinq cent mille individus, il fallait en faire périr près de deux millions d’autres (résistants ou fuyards) ».

## Moyen Âge

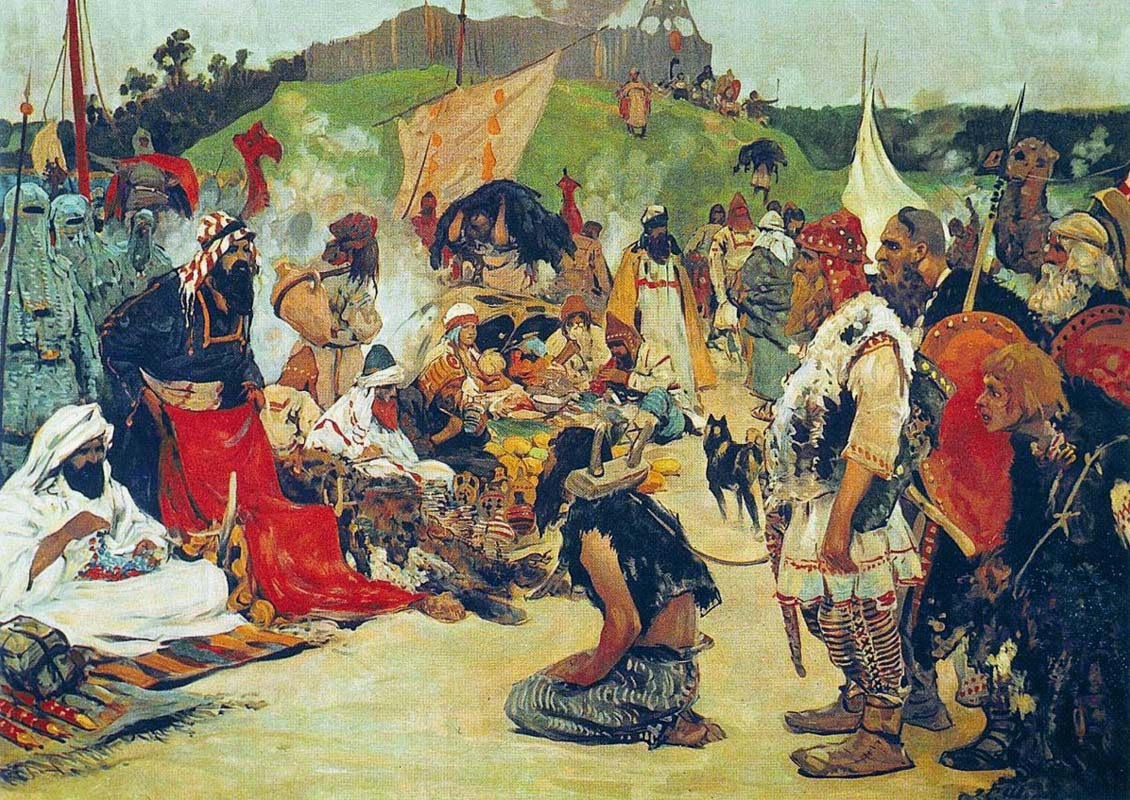
Le commerce des esclaves dans l'Europe de l'Est au Haut Moyen Âge, toile de Sergueï Ivanov (1864-1910)

### Étymologies
Le terme français « esclavage » vient du latin médiéval sclavus : le mot « esclave » serait apparu au haut Moyen Âge à Venise, où la plupart des esclaves étaient des Slaves des Balkans (alors appelés Esclavons, du grec Σκλαβένοι), dont certains furent vendus jusqu'en Espagne musulmane où ils sont connus sous le nom de Saqāliba.
Ces termes du Moyen Âge se sont substitués aux termes latins antiques antérieurs : servus, qui a conduit aux termes « servile » et « servilité », relatifs à l'esclave et à sa condition. Ce mot a aussi donné naissance au terme « serf » du Moyen Âge et aux modernes « service » et « serviteur ».

### En Europe occidentale
Sans qu'aucune vraie révolution ne soit opérée, l'influence grandissante du christianisme amène une diminution progressive de l'esclavage.
L'Église considère maîtres et esclaves comme des égaux devant Dieu, et s'oppose, en principe, à ce que des chrétiens appartiennent à d'autres chrétiens. L'esclave peut se marier, sa famille est reconnue. Il a pu aussi, à certaines époques, se faire moine, trouver asile, et donc être soutenu contre son maître. À la fin de la Rome antique correspond donc, en Occident, le passage progressif de l'esclavage à une forme « adoucie », le servage, généralisé à partir du VIIIe siècle.
Ainsi, au VIIe siècle, la reine des Francs Bathilde, elle-même ancienne esclave et par la suite canonisée, aurait, selon la tradition, jugulé l'esclavage dans les royaumes francs en interdisant le commerce sur ses terres. Plus tard, Louis X le Hutin, roi de France, publie un édit le 3 juillet 1315 qui affirme que « selon le droit de nature, chacun doit naître franc ». Officiellement, depuis cette date, « le sol de France affranchit l'esclave qui le touche ».
Contrairement à l'esclave qui est un bien meuble, le serf jouit d'une personnalité juridique. Tout d'abord, il n'appartient pas à son seigneur ; en outre, il possède des biens, peut ester et témoigner en justice, peut contracter (mariages, contrats de vente) plus ou moins librement. Sa condition de servage peut elle-même faire l'objet d'un contrat. Mais ce qui lie avant tout le serf à son seigneur c'est une obligation de stricte obéissance : il la lui doit comme dernier étage de la pyramide féodale. Ce devoir, comme tout lien féodal, a une contrepartie : le seigneur lui doit protection. Cela distingue les statuts du serf et du vilain.
Cependant, l'institution de l'esclavage subsiste tout au long du Moyen Âge. Dès l'arrivée des Roms (tsiganes) sur le territoire européen, nombreux seront réduit à l'esclavage. En particulier en Roumanie où ils seront esclaves des Tatars. Plus ou moins disparu au nord des Alpes, le nombre d'esclaves augmente en Catalogne et particulièrement en Italie entre le XIIIe et le XVe siècle. Les grandes républiques maritimes de Gênes et de Venise sont les plus grands marchands d'esclaves à cette époque. Sont réduits en esclavage surtout des individus capturés au nord de la mer Noire, où la colonie génoise de Caffa représente la plaque tournante du trafic d'esclaves. Les esclaves mâles sont pour la plupart exportés vers l'Égypte mamelouk où ils constituent une ressource indispensable pour le recrutement de soldats, tandis que les femmes esclaves sont amenées en majorité en Italie et sur les grandes îles méditerranéennes (Crète, Sicile, Majorque, Chypre), où elles trouvent leur place dans le service domestique.

## De la Renaissance auxXIXesiècle

### L'esclavage colonial
Alors que l'esclavage recule en Europe du fait de l'extension du christianisme, sans toutefois disparaître, il prend son essor dans les colonies américaines.
L'esclavage de type colonial apparaît au milieu du XVe siècle, lorsque les Portugais, sous la direction d'Henri le Navigateur, capturent ou achètent des captifs africains pour les déporter vers leurs colonies de Madère et du Cap Vert, à l'imitation du système déjà en place dans l'Empire Ottoman. La traite atlantique débuta en 1441 par la déportation de captifs africains vers la Péninsule ibérique pendant plusieurs décennies. La première vente de captifs noirs razziés des côtes atlantiques a eu lieu en 1444, dans la ville portugaise de Lagos. En 1455, le Pape Nicolas V autorise le roi du Portugal à soumettre les populations musulmanes d'Afrique, à la suite des conquêtes de l'Empire Ottoman qui ferment à l'Occident l'accès à l'Asie.
Au XVIe siècle, des compagnies d’hommes de guerre espagnols faisaient le trafic des Amérindiens revendus à Cuba ou Hispaniola. La Couronne espagnole hésita sur la position à tenir face à l'esclavage. D'un côté Isabelle la Catholique réprouvait l'esclavage, mais l'autorisait lorsqu'il s'agissait des Taïnos anthropophages. L'esclavage était possible dans le cadre d’une « guerre juste ».
Les bulles pontificales Sublimus Dei (29 mai 1537) et Veritas ipsa du pape Paul III (2 juin 1537) condamnent l'esclavage des Amérindiens ainsi que « toute mise en doute de la pleine humanité de ceux-ci », ou de « tout autre peuple qui pourrait être découvert dans l'avenir ».
Après l'invasion de l'Amérique, les maladies ramenées par Espagnols et Portugais, les maltraitances (travail forcé, encomienda), ainsi que les massacres ont décimé les populations indigènes. D'après Claude Lévi-Strauss dans Tristes Tropiques, des couvertures de varioleux furent même parfois abandonnées sciemment sur des arbres afin que les indigènes s'en vêtent et se contaminent. Pour remplacer cette main d'œuvre disparue, les conquistadors ont fait venir des captifs africains issus de la traite arabe. La traite négrière qui se généralise à la suite de la Controverse de Valladolid de 1550 et 1551, allait bientôt être pratiquée également par l'Europe.
Cette décision marque le début de la traite transatlantique. Les nations européennes, en particulier le Portugal, la France, la Hollande et l'Angleterre se lancent dans le commerce triangulaire entre des ports de l'Europe, le Golfe de Guinée et les Amériques (Brésil, Antilles). Le premier navire négrier français, l’Espérance part de la Rochelle en 1594, se dirige vers le Gabon et poursuit au Brésil.
La motivation première des négriers est économique et l'esclave noir est considéré comme une marchandise, sous condition que ce ne soit pas sur le sol du royaume. Le pays ayant reçu le plus d'esclaves noirs est de loin le Brésil avec environ 5,5 millions d'Africains déportés du XVIe siècle à 1850, soit 40 % du total.
Anglais et Hollandais commencèrent la Traite à peu près au même moment, dans la deuxième partie des années 1630, après l'avoir interdite jusque-là. L'esclavage devient ainsi monnaie commune aux colonies d'Amérique, et remplace les autres types de statuts qui étaient alors en vigueur, comme les contrats d'indenture (qui pouvaient concerner autant des africains que des européens désargentés).
L'Histoire du Pernambouc brésilien montre qu'il fallut cinq ans pour achever la conquête de ce territoire, en 1635, au prix de la destruction d'une large partie des moulins à sucre, un bon tiers des Portugais se repliant dans le sud, selon le constat du chef de l'armée hollandaise, le Polonais Christophe Arciszewski. En 1635, les Hollandais décident de mettre en place leur propre système de traite négrière, une partie des planteurs portugais acceptant de coopérer. Dès 1637, une partie d'entre eux, menés par Peter Blower, s'installent à la Barbade anglaise et y développent la culture du sucre.
La Barbade signe en quelques années un triomphe pour le sucre et pour la traite négrière, suscitant des appétits dans les autres îles, dont la Martinique. Plus tard, alors que l'esclavage sur le continent américain atteint son rendement maximum au XVIIIe siècle, les philosophes des Lumières ébauchent la prise de conscience abolitionniste.

#### Le commerce triangulaire à partir de 1674

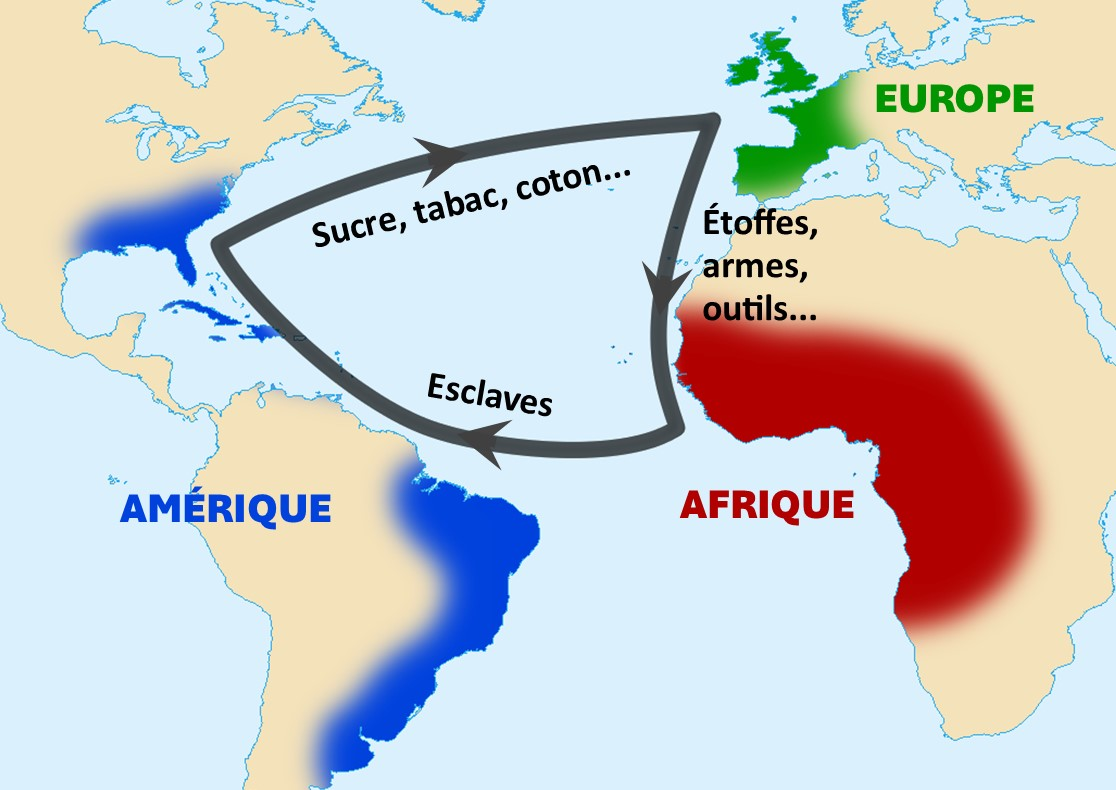
Une des routes du commerce triangulaire. En vert, les royaumes européens où s'armaient les navires négriers. En rouge, la zone d'origine des esclaves. En bleu, la zone de destination des esclaves. Le commerce triangulaire fut la base économique du développement des plantations dans les colonies des Amériques, aux Caraïbes comme dans les États sudistes nord-américains. Le chemin des marchands d'esclaves partait des ports atlantiques ; ils échangeaient des produits manufacturés contre le « bois d'ébène » et les revendaient pour les plantations. Les nations principales le pratiquant étaient l'Angleterre, le Portugal, la Hollande, la France.

L'année 1674 est celle du grand virage, pour l'esclavage. Jusque-là, depuis des siècles, des Africains sont essentiellement emmenés à travers le Sahara vers les pays du monde arabe, où ils deviennent esclaves.
Les planteurs de sucre espagnols du Venezuela et portugais du Brésil achètent aussi des esclaves mais en faible nombre, car le transport, par le système de l'Asiento est le monopole des marchands hollandais, qui se limitent aux expéditions les plus rentables, tandis que le prix élevé du sucre sur le marché mondial empêche sa commercialisation à grande échelle.
Le commerce triangulaire prend son essor à partir de 1674, l'année où les Français et les Anglais se lancent en même temps sur le marché et disputent aux Hollandais, d'abord discrètement, le monopole du transport des esclaves de la côte africaine vers les Amériques, où deux grandes îles, la Jamaïque et Saint-Domingue et trois petites, la Martinique, la Guadeloupe et la Barbade deviennent la principale zone mondiale d'importation des esclaves.
Le futur roi catholique anglais Jacques II crée en 1674 la compagnie royale d'Afrique tandis que son cousin français Louis XIV fonde la Compagnie du Sénégal la même année et dissout la Compagnie des Indes de Colbert, l'une des premières compagnies coloniales françaises, à qui il reproche son incapacité à importer des esclaves pour rentabiliser son activité et contribuer ainsi au financement du château de Versailles. L'année 1674 est celle où Louis XIV devient un monarque absolu et prend ses distances avec Colbert, pour se rapprocher de sa maîtresse la Marquise de Maintenon, qui a passé son enfance à la Martinique et vient de racheter avec l'argent du roi le château de Maintenon à Charles François d'Angennes, qui devient quelques années plus tard le plus riche planteur de Martinique.
L'arrivée des Français et des Anglais en 1674 sur les côtes d'Afrique fait brutalement monter le prix des esclaves, entraînant le développement de nouveaux circuits d'approvisionnement à l'intérieur du continent, qui affaiblissent les sociétés africaines traditionnelles.
L'arrivée en masse de nouveaux esclaves aux Antilles fait parallèlement baisser leur prix d'achat par les planteurs de canne à sucre, tandis que la production de sucre progresse très vite, ce qui a pour effet d'abaisser le prix de cette denrée sur le marché mondial, et de favoriser sa consommation en Europe.
Pour laisser la voie libre aux planteurs de sucre, Jacques II et Louis XIV tentent d'étouffer financièrement les petits planteurs de tabac des Antilles, par ailleurs soupçonnés de collusion avec les flibustiers et autres Frères de la côte. En France, la ferme du tabac est un monopole créé en 1674. Le prix d'achat aux planteurs est abaissé et le prix de vente au contraire relevé. Par conséquent, les producteurs sont découragés et la plupart des consommateurs préfèrent s'approvisionner en tabac de Virginie et du Maryland, où Jacques II vient justement d'octroyer à des aristocrates catholiques des terres pour créer d'immenses plantations de tabac qui fonctionnent, elles, à base d'esclaves.
Le commerce triangulaire se développe encore, côté français, à la fin des années 1680 avec le renforcement de la communauté des Irlandais de Nantes, des réfugiés religieux jacobites qui vont créer de puissantes sociétés commerciales comme la Compagnie d'Angola.

#### Le commerce triangulaire auXVIIIesiècle
Le commerce triangulaire connaît un essor considérable à partir du milieu du XVIIIe siècle. La hausse de la production des denrées coloniales au XVIIIe siècle repose sur l’expansion des habitations esclavagistes, qui s’affirment comme modèle productif dominant dans tout l’espace antillais britannique et français, comme cela avait été le cas au Brésil dès la fin du XVIe siècle. Cela concerne autant le sucre que progressivement d’autres denrées coloniales, l’indigo et le café notamment. Face à la nécessité de produire davantage, le recours aux esclaves s’impose en raison de l’insuffisance du nombre de cultivateurs européens volontaires, disposés à se soumettre à un travail pénible. La croissance des trafics transatlantiques aux XVIIe et XVIIIe siècles repose sur l’augmentation de la consommation européenne en denrées exotiques.  L’Europe tire des avantages de l’essor de ces trafics, des milliers d’européens ont pu bâtir leur fortune ou gagner leur vie grâce au commerce colonial.
Les grands ports négriers français entre 1707 et 1793 sont : Nantes (42,68 %), La Rochelle (12,65 %), Le Havre (11,93 %), Bordeaux (11,75 %), Saint-Malo (6,46 %), Lorient (4,66 %).

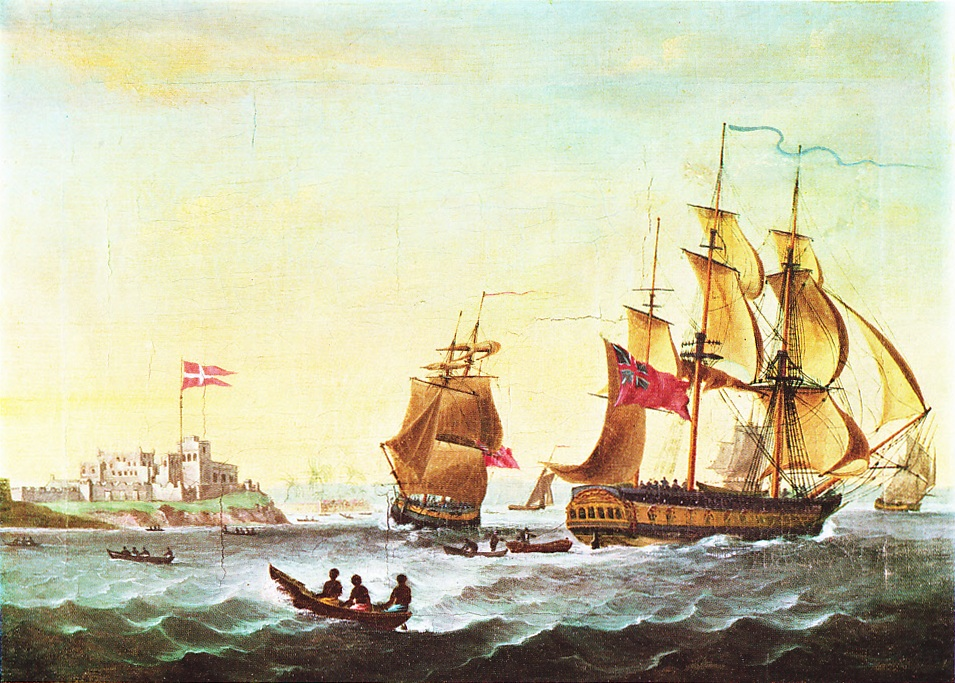
Deux navires négriers britanniques vers 1800, devant Christiansborg, un des nombreux comptoirs fortifiés construis par les Européens sur la Côte de l'Or.

427 navires sont partis de La Rochelle, avec le chargement d’environ 130 000 captifs en Afrique à destination des colonies de l’Amérique et principalement de Saint-Domingue. Les Français installaient des campements à terre en Afrique afin de mener rapidement leur traite en achetant des esclaves en quelques semaines. Les tractations se déroulent soit à bord des navires, soit le long de la côte, à l’abri parfois des forts que les puissances européennes ont pu construire. Sauf exception les marins ne s’aventurent pas à l’intérieur des terres, ils ont recouru à des marchands.
Entassés à bord des navires dans les conditions insalubres sur lesquelles les partisans de l’abolition se sont appuyés. La navigation dure entre trente et cinquante-cinq jours suivant la rapidité du navire. Comme pour l’équipage les maladies sont monnaie courante. Les colonies de l’Amérique sont l'aboutissement systématique du circuit de la traite négrière – lieu de destination des captifs, lieu de production dans les plantations – l'esclavage demeurant interdit sur le sol de la plupart des pays européens.

### En Europe
Voir :
- Traite transméditerranéenne
- Traite des esclaves de Barbarie
- Raids esclavagistes criméens-nogaïs en Europe de l'Est

## Abolitions de l'esclavage

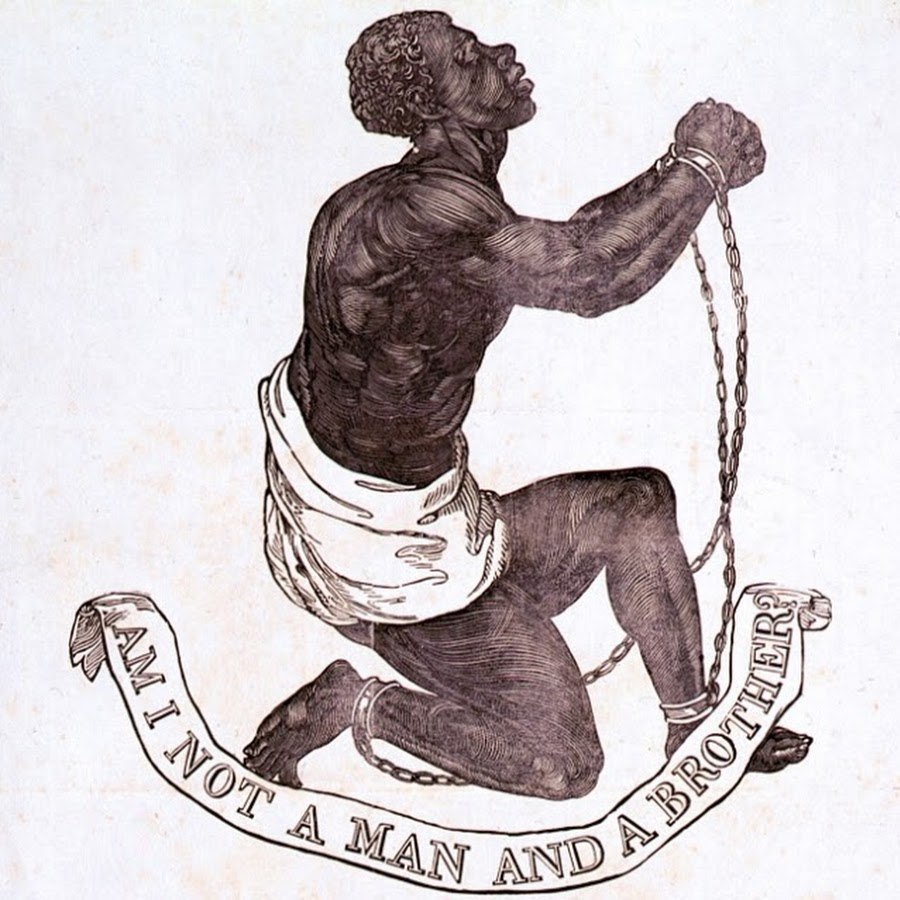
Image d'une campagne abolitionniste britannique.

### Une longue bataille
Le servage hérité de l'Empire Romain disparaît progressivement en Europe occidentale à la fin du Moyen Âge : les peuples francs se font un devoir d'honorer l'étymologie de leur nom en proclamant l'affranchissement de tout esclave pénétrant sur leur sol, coutume instaurée comme loi en France dès 1315. Ainsi, au XVIIIe siècle, l'esclavage avait à peu près complètement disparu en Europe continentale. Mais il faudra attendre la fin du XIXe siècle pour qu'il disparaisse de l’Europe orientale et sera aboli en 1861 en Russie.
L'esclavage est cependant toléré aux colonies, qui ont besoin d'une grande quantité de main-d’œuvre, que les planteurs ont rapidement trouvée dans les esclaves africains, cette pratique étant déjà largement répandue dans le monde arabe et l'Afrique noire. L'esclavage est cependant critiqué par les philosophes humanistes comme Michel de Montaigne dès le XVIe siècle, ainsi que par l’Église, qui ne parvient cependant pas à s'opposer aux très riches planteurs et commerçants. En 1759 les quakers de Pennsylvanie sont parmi les premiers Américains Blancs à condamner l'esclavage.
En Suède, une forme répandue de servage au XVIIIe siècle était le statut de statare, lesquels étaient des ouvriers agricoles qui recevaient quelques vivres et le logis comme salaire. Leurs conditions de vie étaient généralement très dures. Des écrivains suédois (sv) du XXe siècle issus de ces milieux ont décrit les conditions de vie de ces derniers serfs européens.
Le 16 mars 1792 une ordonnance du roi du Danemark et de Norvège prévoit l'interdiction de la traite négrière pour les sujets de son royaume et l'interdiction de l'importation d'esclaves sur son territoire à compter de 1803. Le 2 mars 1807 Britanniques et Américains s'interdisent la traite négrière puis sous leur pression en 1815 au congrès de Vienne ils sont suivis par la plupart des autres puissances européennes. La traite se poursuivit de façon clandestine et il fallut attendre une succession d'abolitions de l'esclavage pour que ce trafic cesse au cours du XIXe siècle :

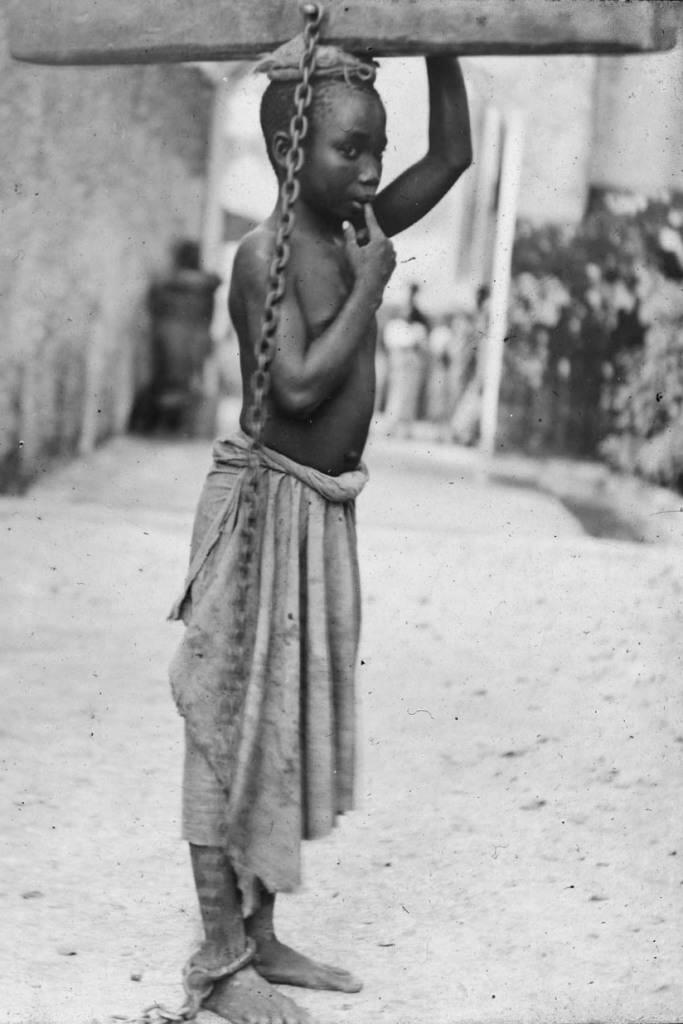
Jeune esclave puni pour une faute légère par son maître l'obligeant à porter constamment une lourde poutre sur la tête lors de ses déplacements, sultanat de Zanzibar, v. 1890.

- en France, l'ordonnance de 1315 de Louis X le Hutin promulgue le « Privilège de la terre de France », faisant de tout esclave posant le pied sur le sol français un homme libre. Cependant, l'esclavage se développera dans les colonies françaises au XVIIe siècle ;
- en 1790, l'Assemblée Nationale confirme la légalité de l'esclavage.
- le 29 août 1793, l'esclave est aboli dans une partie de la colonie de Saint-Domingue par le conventionnel Léger-Félicité Sonthonax à Saint-Domingue ;
- Le 4 février 1794, un décret montagnard abolit l'esclavage sur toutes les colonies de la France par un vote de la Convention.
- La loi consulaire du 20 mai 1802 maintient l'esclavage dans les territoires récupérés des Anglais par la paix d'Amiens (Martinique, Tobago et Sainte-Lucie, Réunion, Île Maurice) dans lesquels le décret du 4 février 1794 n'avait pas été appliqué. La même année, l'esclavage est rétabli par Napoléon Bonaparte en Guadeloupe, puis en Guyane entre 1802 et 1804. La tentative de le rétablir à Saint-Domingue échoue et conduit à l'indépendance d'Haïti ;
- le 1er janvier 1804, l'ancienne colonie française de Saint-Domingue, devenue République d'Haïti, à travers son acte d'indépendance, déclare libre tous les hommes sur son territoire ;
- en 1810 par le Chili ;
- en 1813 par l'Argentine ;
- en 1821 par la Colombie ;
- en 1829 par le Mexique ;
- le 2 mars 1833 pour les colonies britanniques ;
- en 23 janvier 1846 par la Tunisie ;
- le 9 octobre 1847 par la Suède à Saint-Barthélemy[29] et le 26 décembre par l'Empire ottoman ;
- le 27 avril 1848 (troisième abolition) par la France sur les colonies françaises ;
- en 1848 par le Danemark sur leur colonie de l'île St.Croix (Antilles) ;
- en 1863 par les Pays-Bas ;
- le 18 décembre 1865 dans tous les États-Unis, à la suite de la Guerre de Sécession ;
- en 1873, John Kirk informa le sultan Barghach ben Saïd de Zanzibar qu'un blocus total de l'île était imminent. Barghach signa à contrecœur le traité anglo-zanzibari qui abolit la traite des esclaves dans les territoires du sultan, ferma tous les marchés d'esclaves et protégea les esclaves libérés ;
- le 13 mai 1888 au Brésil ;
- en 1942 par l'Éthiopie ;
- en 1980 en Mauritanie, dernier pays à avoir officiellement aboli l'esclavage.

### En France

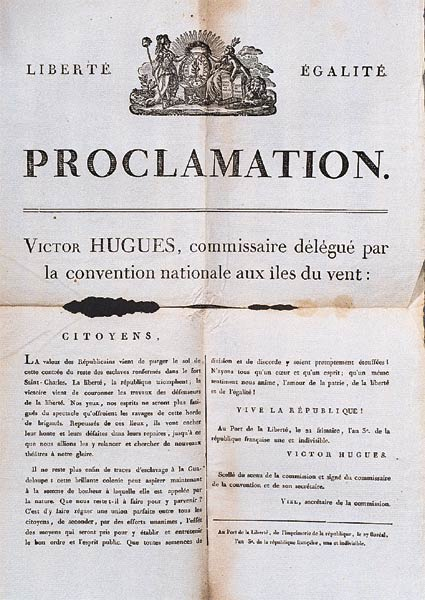
Proclamation de Victor Hugues à la Guadeloupe le 1 novembre 1794

En France, le « Privilège de la terre de France » promulgué par Louis X le Hutin en 1315 avait proscrit l'esclavage dès le Moyen Âge. Les Français, déjà rétifs à la colonisation, le sont donc d'autant plus à l'esclavage, et quand celui-ci commence à se développer dans les colonies françaises (à l'imitation des colonies portugaises, espagnoles et anglaises) à la fin de la Renaissance, il entraîne rapidement des protestations, et ce dès le mouvement de l'humanisme avec en particulier la figure de Montaigne, lui-même maire de Bordeaux, important port de commerce avec les Amériques.
En 1789, les villages et villes de France eurent à rédiger leurs cahiers de doléances pour la convocation des États Généraux. Les habitants de Champagney mettent dans leur cahier un article unique en son genre (l'article 29), dit Vœu de Champagney, qui condamne avec énergie la traite des Noirs et réclame fermement son abolition.

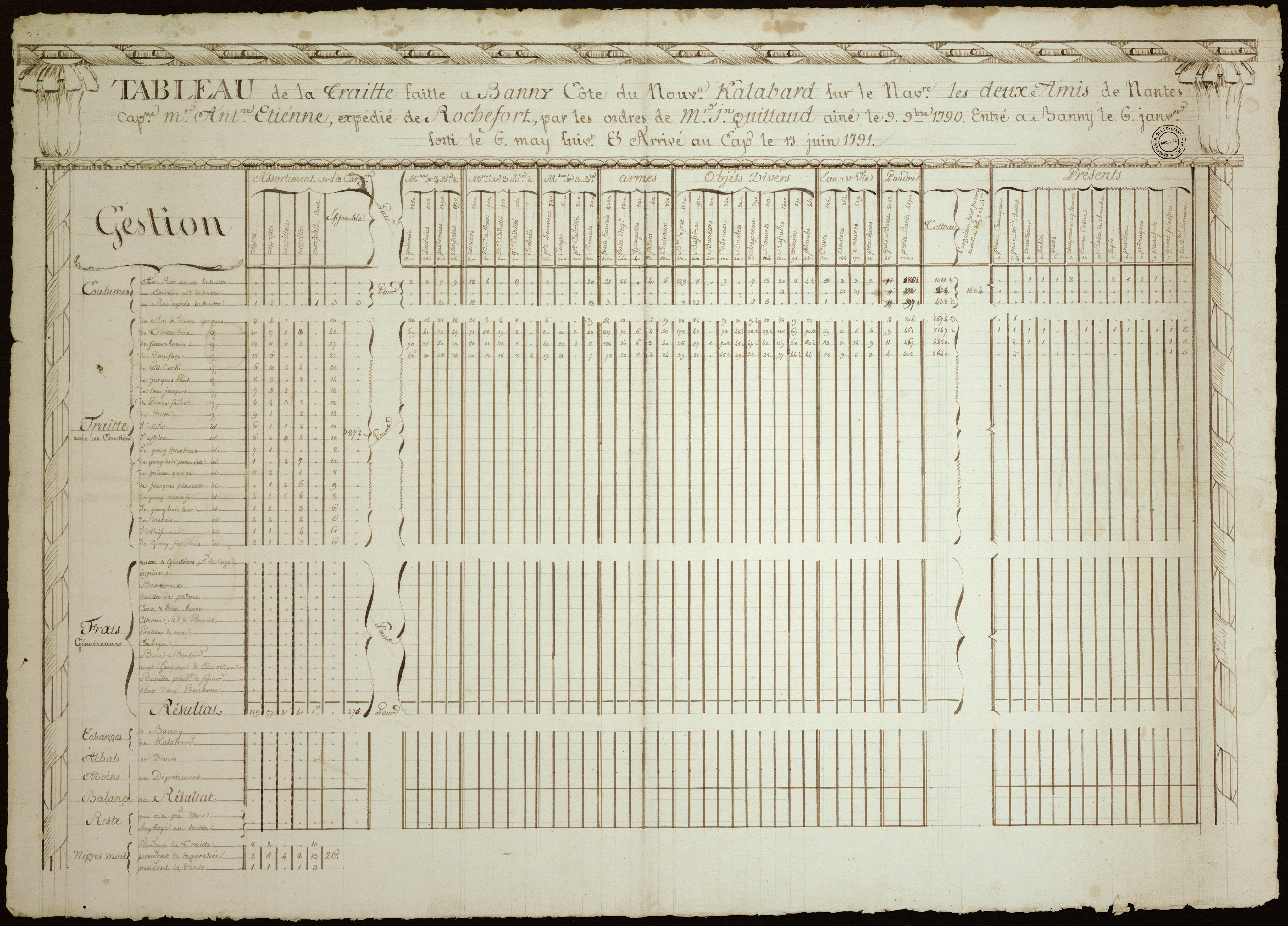
Tableau de vente des captifs à Saint-Domingue.

L'Assemblée nationale en 1790, sous pression des Girondins associés aux marchands des ports de l'Ouest, confirme la légalité de l'esclavage. Sous le gouvernement jacobin du Comité de salut public, la Convention abolit l'esclavage le 4 février 1794 grâce à l’action de la Société des amis des Noirs de l’abbé Grégoire, sur l'exemple de l'affranchissement décrété à Saint-Domingue par Léger-Félicité Sonthonax. La France fut ainsi le premier pays à abolir l'esclavage dans ses colonies, suivi par le Danemark la même année.
Par le traité d'Amiens du 26 mars 1802, la France fait la paix avec l'Angleterre et s'engage à évacuer Naples et Rome mais obtient la restitution de la Martinique, Tobago et Sainte-Lucie, où l'abolition n'a pas eu lieu en 1794. Le rétablissement de l'esclavage va s'effectuer dans toutes les colonies de la France, par plusieurs lois, textes et actions militaires. Deux mois après le traité d'Amiens, le gouvernement du Consulat promulgue la loi du 20 mai 1802, dans laquelle il n'est rien dit sur les colonies où l'esclavage a disparu, en particulier la Guadeloupe et Saint-Domingue.
En Guadeloupe, le rétablissement de l'esclavage s'effectue aussi juste après le traité d'Amiens. Entre juillet et août 1802 l'amiral Jean-Baptiste Lacrosse, le préfet Daniel Lescallier et le général Antoine Richepance rétablissent l'ancien « Code noir » et l'esclavage en Guadeloupe.
Ce rétablissement contribue à la résistance à l'expédition de Saint-Domingue, lancée en décembre 1801, ce qui fait que l'esclavage ne sera jamais rétabli à Saint-Domingue, l'indépendance étant acquise le 1er janvier 1804.
Le 29 mars 1815, Napoléon décrète l’abolition de la traite négrière, en application du premier traité de Paris.
La seconde et définitive abolition officielle de l'esclavage date du 27 avril 1848 notamment grâce à l'action du député Victor Schœlcher et de ses amis.
Il faut cependant attendre l'aube du XXIe siècle pour voir se développer un travail de mémoire autour de l'esclavage. Le 10 mai 2001, le Parlement français vote la loi Taubira qui reconnaît l'esclavage comme crime contre l'humanité. À la suite de cette loi et du comité pour la mémoire de l'esclavage, présidé par l'écrivain guadeloupéen Maryse Condé, Jacques Chirac annonce le 30 janvier 2006 la création d'une journée annuelle de la mémoire de l'esclavage, qui se tiendra tous les 10 mai.
Cette commémoration s'ajoute aux dates de commémoration de l'abolition de l'esclavage en vigueur depuis 1983 dans les départements d'outre-mer : le 22 mai en Martinique, le 27 mai en Guadeloupe, le 10 juin en Guyane, le 20 décembre à La Réunion, le 27 avril à Mayotte.

### L’exception haïtienne
À Saint-Domingue, actuelle République d'Haïti, il y eut plusieurs révoltes dont celle de 1702. Mais c'est en 1791, dans une période de bouleversements issus de la Révolution française de 1789, que les esclaves noirs se soulèvent, galvanisés par les idées de liberté, d’égalité et de fraternité. François-Dominique Toussaint Louverture, Jean-Jacques Dessalines, Henri Christophe, Alexandre Pétion et André Rigaud ont dirigé la seule rébellion d'affranchis et d’esclaves noirs qui ait été menée à terme.
En 1794, l'Assemblée nationale française proclame l'abolition de l'esclavage. La plus grande de toutes les colonies, Saint-Domingue, n'est d'abord pas visée par différentes lois concernant les autres colonies car la révolte empêche la France d'exercer ces lois. Mais en 1802 est décrété le rétablissement de l'esclavage, entre autres raisons pour de ne pas faciliter la mobilisation de la population noire. Celle-ci est rapidement désarmée par une  force expéditionnaire française et ses représentants emprisonnés. Toutefois, l'expédition échouera à rétablir l'esclavage sur place.
La plus célèbre des batailles fut celle du 18 novembre 1803 à Vertières (bataille de Vertières). Le 1er janvier 1804 la Première République noire était née. L’ancienne colonie française de Saint-Domingue est devenue Haïti. Cette indépendance ne sera reconnue par la France que plus tard, après que Charles X eut fait payer par la jeune nation sous la menace d'une nouvelle invasion le prix écrasant de quatre-vingt-dix millions de francs-or de dommage pour les anciens colons (soit environ le sixième des recettes annuelles de l'État français dans la période).

### Aux États-Unis

#### Les esclaves noirs libérés par les Anglais auXVIIIesiècle
Plusieurs dizaines de milliers d'esclaves noirs ont été libérés par les Anglais en Caroline du Sud, mais aussi en Géorgie ou encore dans le Maryland, pendant la Guerre d'indépendance américaine, en échange de leur affranchissement collectif, notamment dans le sillage de la Dunmore's Proclamation (1775) et de la Philipsburg Proclamation (1779), aux tout début de cette Guerre d'indépendance américaine, à l'issue de laquelle ces Loyalistes noirs seront évacués au Canada, resté une des possessions anglaises importantes puis participeront à la création du Sierra Leone.

#### AuXIXesiècle
Dans les États du Sud des États-Unis, où l'esclavage a perduré jusqu'en 1865, les esclaves étaient à cette date au nombre de 4 millions pour une population blanche de 5 millions d'individus. De 1800 à 1860, le nombre d'esclaves quadruple de 1 à 4 millions. Seuls 48 000 de ces derniers étaient considérés comme planteurs, c'est-à-dire propriétaires de plus de 20 esclaves, et 3 000 d'entre eux en possédaient plus de 100 (les plus riches pouvaient parfois posséder plus de 500 esclaves). Ainsi, beaucoup de propriétaires d'esclaves n'en possédaient que deux ou trois, et la majorité des sudistes ne possédaient aucun esclave.
Le Sud des États-Unis reste pourtant très attaché à l'institution de l'esclavage, y compris auprès de beaucoup de ceux qui n'en possédaient pas[réf. nécessaire], car posséder des esclaves signifiait pour un Américain s’élever dans la hiérarchie sociale[réf. nécessaire]. Les planteurs, c'est-à-dire en fait ceux qui possèdent plus de 20 esclaves sont  extrêmement influent dans la politique des États du Sud : alors qu'ils ne représentent qu'une très faible portion de la population (48 000 sur 4 millions de blancs), ils constituent 40 % des participants au premier congrès de la Confédération.

## Esclavage auXXesiècle
Soit par survivance du phénomène esclavagiste traditionnel, soit à travers de nouvelles formes dites « modernes », l'esclavage est resté une réalité au XXe siècle. De nombreux comportements systématiques (camps de concentration ou de travail, proxénétisme, domestiques dont les papiers sont confisqués…) ont ainsi progressivement été analysés comme de nouvelles formes d'esclavage.
Dans les colonies, les colonisateurs ont préféré astreindre les populations locales au travail forcé. Dans les faits, le travail forcé constituait souvent des conditions analogues pour les Africains à celles en vigueur dans les plantations : surexploitation, punitions corporelles, statut d'infériorité, répressions violentes pouvant aller jusqu'au meurtre, le tout sous la pression de l'impôt - ou des objectifs de production fixés par les métropoles - aux colons. Sous Léopold II une importante campagne d'information et de réprobation fut lancée au Royaume-Uni contre l'attitude des colons du Congo belge (Zaïre). Mais il faut aussi rappeler qu'en arrivant sur ce territoire, les Belges avaient combattu et neutralisé les négriers arabes qui y opéraient depuis des siècles en accord avec les souverains indigènes.
En Union soviétique et en Chine (et autres pays communistes[Lesquels ?]) règne la déportation brutale vers des camps de travaux forcés (Goulag ou Laogai) où l'individu est assujetti à un travail gratuit et dans des conditions qui l'écrasent, pouvant aller jusqu'à la mort. Parfois sa famille subit le même sort.
Pendant la Seconde Guerre mondiale, les envahisseurs (Allemands et Japonais) et leurs dictatures militaires criminelles ont organisé l'esclavage de masse dans les pays conquis, et même en partie au sein des leurs, avec les détenus politiques issus de leur propre population. L'Allemagne nazie a exploité environ douze millions de personnes, principalement originaires de l'Europe de l'Est, alors que le Japon shōwa en a exploité plus de dix-huit millions en Extrême-Orient,.
Ce quasi-esclavage poussé parfois jusqu'à l'extermination s'est exercé au sein de camps de travail, de camps de concentration et aussi de camps d'extermination spécialisés. Les cas de prostitution forcée sont aussi fréquents, particulièrement dans le cas du Japon shōwa qui enrôla environ 200 000 femmes de réconfort. Un exemple européen est celui du camp de Dora, où des prisonniers de guerre montaient des V2 jusqu'à épuisement de leurs forces et remplacement par de nouveaux prisonniers. La fabrication des V2 tua deux fois plus de personnes que les bombardements que ceux-ci effectuèrent.
Enfin, plusieurs pays anciennement colonisateurs, notamment des pays arabes, ont maintenu l'esclavage jusqu'au milieu du XXe siècle : Arabie saoudite et Oman mais également chez les Maures en Mauritanie et au Soudan français, et ce malgré sa suppression officielle. La Mauritanie n'a supprimé l'esclavage des Haratins, noirs des oasis du Sahara, qu'en 1980. Aujourd'hui, l'esclavage traditionnel résiste dans de nombreux pays d'Afrique et d'Asie.
En Côte d'Ivoire, on nommait cependant « esclave » un jeune homme (souvent sénégalais) acheté à sa famille pauvre, qui travaillait, mangeait et dormait avec les enfants d'une maison, mais qui à la différence de ceux-ci n'héritait pas.

## Esclavage contemporain
L'esclavage perdure dans certaines régions du monde, comme l'Afrique, la péninsule arabique ou le sous-continent indien. L'Organisation internationale du travail (OIT) estime à 25 millions le nombre de personnes vivant actuellement dans des conditions assimilables à de l'esclavage, d'où le terme d'« esclavage moderne ». Selon l'ONU, chaque année, deux millions de personnes sont réduites en esclavage. Le Global Slavery Index de l'ONG Walk Free Foundation estime qu'il y a 49,6 millions d'esclaves dans le Monde en 2025.

### Maintien de l'esclavage «traditionnel»
Aujourd'hui, l'esclavage traditionnel réside dans de nombreux pays d'Afrique et d'Asie.
L'esclavage est réapparu au Soudan dans les années 1980. Les autorités musulmanes du nord, en guerre contre les noirs chrétiens et animistes du sud du pays qui se sont rebellés, massacré les populations civiles de nombreux villages et continuent à y enlever de nombreux enfants pour les convertir à l'islam et les utiliser comme esclaves à Khartoum[réf. nécessaire].

### Formes modernes de l'esclavage
Dans les pays développés, par extension et à la suite de l'évolution des points de vue, d'autres situations sont considérées par certains[Qui ?] comme assimilables à de l'esclavage moderne :
- le proxénétisme dont le tourisme sexuel[42] ;
- le travail clandestin ;
- certaines conditions de travail (exemple : le travail des enfants).

De plus, les ressemblances entre certaines situations de travail légal salarié et une forme d'exploitation dégradante et aliénante tendent parfois à flouter les frontières entre travail et esclavage dans les sociétés modernes.
En 2000, le Fonds des Nations unies pour l'enfance (UNICEF) estimait que 200 000 enfants étaient retenus en esclavage en Afrique centrale et occidentale. D'après l'Organisation internationale pour les migrations (OIM), quelque 200 000 femmes et enfants sont victimes de l'esclavage. La pratique des enfants soldats peut également être assimilée à une forme d'esclavage, d'autant qu'à l'emprise psychologique mise en œuvre sur des enfants, s'ajoute la dépendance physiologique obtenue par l'usage de drogues fortes.

### Témoignages
- Mungo Park, Voyage dans l'intérieur de l'Afrique, FM/ La Découverte, Maspero, Paris 2009  (ISBN 978-2-7071-5783-6)
- Jehan Mousnier, Journal de la traite des Noirs, Éditions de Paris, Paris, 1957
- Théodore Canot, Les Aventures d'un négrier, éd. La Découvrance, Paris, 2004
- Jean-Pierre Plasse, Journal de bord d'un négrier, éd. Les Mots et le Reste, Paris, 2005
- Dieudonné Gnammankou, Abraham Hanibal, l'aïeul noir de Pouchkine, éd. Présence africaine, Paris, 1996  (ISBN 2-7087-0609-8)
- Olaudah Equiano, La Véridique Histoire par lui-même d'Olaudah Equiano, Africain, esclave aux Caraïbes, homme libre, Éditions caribéennes, Paris, 1987

### Ouvrages historiques

#### Examen d'ensemble
- Christian Delacampagne, Histoire de l'esclavage : De l'Antiquité à nos jours, Le livre de poche, Paris, 2002  (ISBN 2-2539-0593-3), 320 pages
- Tidiane N'Diaye, L'éclipse des Dieux : Grandeur et désespérance des peuples noirs, Le Serpent à plumes, 2006, 317 p. (ISBN 9782268056418)
- Olivier Pétré-Grenouilleau, Les Traites négrières, essai d'histoire globale, Paris, Gallimard, coll. « Folio histoire », 2006 (1re éd. 2004), 736 p. (ISBN 978-2070339020)
- Hugh Thomas, La Traite des Noirs, 1440-1870, Robert Laffont  (ISBN 2-221-10559-1)
- François Renault et Serge Daget, Les Traites négrières en Afrique, éditions Karthala  (ISBN 2-86537-128-X)
- Marcel Dorigny et Bernard Gainot, Atlas des esclavages : De l'Antiquité à nos jours, Paris, autrement, 2013 (1re éd. 2007), 96 p. (ISBN 9782746734975, présentation en ligne)
- Philippe Hroděj (dir.), L'esclave et les plantations : de l'établissement de la servitude à son abolition, Rennes, Presses universitaires de Rennes, 2009, 344 p. (EAN 978-2-7535-0701-2, lire en ligne)
- Paulin Ismard (dir.), Les Mondes de l'esclavage : Une histoire comparée, Paris, Seuil, 2021, 1168 p. (ISBN 9782021388862)
- Olivette Otele (trad. Guillaume Cingal), Une histoire des Noirs d’Europe de l’Antiquité à nos jours, Albin Michel, 2022, 304 p. (ISBN 2226466444)

#### Esclavage antique et médiéval
- Michel Balard, La Roumanie génoise, 2 tomes, Rome / Gênes, 1978
- Jacques Heers, Esclaves et domestiques au Moyen Âge dans le monde méditerranéen, Paris, Hachettes, 1996, 296 pages
- William D. Phillips, Slavery from Roman Times to the Early atlantic Trade, Minneapolis, The University of Minnesota Press, 1985
- Youval Rotman, Les Esclaves et l'esclavage. De la Méditerranée antique à la Méditerranée médiévale, VIe – XIe siècles, Paris, Les Belles Lettres, 2004, 403 pages
- Verlinden, Charles, L'Esclavage dans l'Europe médiévale, tome 1 : Péninsule ibérique - France, Bruges, De Tempel, 1955, tome 2 : Italie - Colonies italiennes du Levant - Levant latin - Empire byzantin, Gand, 1977.
- Jean-Claude Hocquet, Maitres et esclaves en Méditerranée : Xe-XIXe siècle, CNRS Éditions, 2022, 368 p. (EAN 9782271132994)

#### Esclavage musulman
- Jacques Heers, Les Négriers en terre d'islam, Paris, Perrin, 2003  (ISBN 2-262-01850-2)
- Jean-Claude Deveau, Esclaves noirs en Méditerranée, Cahiers de la Méditerranée, vol. 65, Sophia-Antipolis
- Tidiane N'Diaye, Le Génocide voilé, Gallimard, Paris, 2008  (ISBN 978-2-07-011958-5), 272 p.
- Tidiane N'Diaye, L'éclipse des Dieux, Grandeur et désespérance des peuples noirs, Éditions du Rocher/Le Serpent à plumes, Paris mars 2006..
- Malek Chebel, L'Esclavage en terre d'islam : Un tabou bien gardé Fayard, septembre 2007, 496 pages [présentation en ligne]

#### Esclavage européen-américain
- Raymond-Marin Lemesle, Le Commerce colonial triangulaire, XVIIIe – XIXe siècles, Presses universitaires de France, 1998, Que sais-je ?  (ISBN 2-13-049340-8)
- Salvador de Madariaga, Le Déclin de l'Empire espagnol d'Amérique, éd. Albin Michel, Paris, 1958
- Jean Meyer, Esclaves et Négriers, Gallimard, 1986  (ISBN 2-07-053018-3)
- Louis Sala-Molins, Le Code noir, PUF, Paris, 1986
- Hannah Crafts, Autobiographie d'une esclave, Payot, Paris, 2005
- Archives départementales de Mayotte, L'esclavage à Mayotte et dans sa région : Du déni mémoriel à la réalité historique, Armen factory, 2019, 168 p. (présentation en ligne)
- Frédéric Régent, La France et ses esclaves : De la colonisation aux abolitions (1620-1848), Hachette Pluriel, 2012 (1re éd. 2007), 368 p. (ISBN 2818502799)

#### Histoire de l'abolition
- Annick Le Douget, Juges, esclaves et négriers en Basse-Bretagne, l'émergence de la pensée abolitionniste, l'auteur, s.l., 2000
- Nelly Schmidt, Victor Schœlcher et l’abolition de l’esclavage, Fayard, Paris, 1994
- Philippe Haudrère et Françoise Vergès, De l’esclave au citoyen, Gallimard, Paris, 1998
- Jean Métellus, De l'esclavage aux abolitions - XVIIe – XXe siècle (en collaboration avec Marcel Dorigny), Cercle d'Art, Paris, 1998  (ISBN 2-7022-0548-8)
- François Renault, Libération d’esclaves et Nouvelles servitudes, Les nouvelles Éditions africaines, 1976
- Gaston Martin, L'Abolition de l’esclavage (27 avril 1848), PUF, Paris, 1996
- Mobiclic, Moussa l'itinéraire d'un esclave, Milan presse, Toulouse, 2006
- Michel Erpelding, Le Droit international antiesclavagiste des « nations civilisées » (1815-1945), Institut universitaire Varenne/LGDJ, Bayonne/Paris, 2017.

### Documentaire
- Daniel Cattier, Juan Gélas et Fanny Glissant, Les Routes de l'esclavage (4 épisodes), Arte, 2018.

### Œuvres de fiction
- Aphra Behn, Oronoko, ou l'esclave royal, 1688.
- Jean-François de Saint-Lambert, Ziméo, 1769.
- Bernardin de Saint-Pierre, Paul et Virginie, 1789.
- Jean-Baptiste Picquenard, Adonis, ou le bon nègre, anecdote coloniale, 1798.
- Alexandre Dumas, Georges, 1843.
- Harriet Beecher Stowe, La Case de l'oncle Tom, 1851.

### Articles et méthodologie
- Khal Torabully. Première méthodologie articulant engagisme et esclavage : https://www.lemauricien.com/opinions/forum/celebrating-the-abolishment-of-slavery-in-mauritius-for-a-genuine-sharing-of-memory/471985/ traduction : https://www.lemauricien.com/le-mauricien/abolition-de-lesclavage-a-lile-maurice-pour-une-vraie-memoire-partagee/473179/
- Sites de mémoire de l'esclavage et de l'engagisme classés par l'UNESCO, à relier en tant que chronotopes : http://africultures.com/khal-torabully-ghat-et-morne-les-chronotopes-de-lesclavage-et-de-lengagisme-a-maurice/

#### Articles spécialisés
- Esclavage dans l'Antiquité
- Esclavage en Grèce antique
- Esclavage dans la Rome antique
- Esclavage au Moyen Âge
- Esclavage de la Renaissance aux Lumières
- Esclavage dans le monde arabo-musulman
- Pratique de l'esclavage par des Juifs
- Traite orientale
- Traite arabe
- Esclavage au XXe siècle
- Esclavage contemporain
- Histoire de la culture des plantes sucrières
- Histoire de l'esclavage en Virginie
- La Route de l'esclave
- Les Routes de l'esclavage
- Esclavage sexuel en Islam (en)
- Esclavage dans l'Afrique contemporaine
- Esclavage en islamisme au XXIe siècle (en)